# Самоактуалізація

Піраміда Маслоу

Самоактуалізація (від лат. actualis — дійсний, справжній), самореалізація — прагнення людини до якомога повнішого виявлення і розвитку своїх особистісних можливостей. У деяких напрямках сучасної західної психології самоактуалізація висувається на роль головного мотиваційного фактора, на противагу біхевіоризму і фрейдизму, за якими поведінкою особистості рухають біологічні сили.
Самоактуалізація – властивість особистості, яка виявляється в її прагненні до якнайповнішої самореалізації та самовдосконалення, самосності, бажанні бути тим, ким вона може бути. 
Самоактуалізація припускає наявність сприятливих соціально-історичних умов. Це безперервна реалізація потенційних можливостей, здібностей і талантів, як звершення своєї місії, або покликання, долі тощо, як повніше пізнання і, отже, прийняття своєї власної початкової природи, як невпинне прагнення до єдності, інтеграції, чи внутрішньої синергії особистості.

## Піраміда Маслоу
Проблематику самоактуалізації активно розробляв Абрагам Маслоу. Він вважав, що самоактуалізація є найвищою потребою людини, відповідно до «піраміди потреб». Відповідно до його теоретичних положень, людина здатна до задоволення більш високих (з піраміди) потреб тільки після того, як задоволені нижчі. Отже, щоб людина змогла самоактуалізуватися, їй спочатку необхідно задовольнити всі інші потреби відповідно до піраміди. 
За А. Маслоу, самоактуалізованим людям властиве:
- Яскравіше і чіткіше сприйняття реальності
- Спонтанність
- Орієнтування на вирішення проблеми
- Пошук усамітнення для зосередження
- Незалежність у мисленні
- Пограничний або містичний досвід
- Щира доброта
- Благородство і повага
- Почуття гумору
- Креативність
- Культурна відкритість
- Усвідомлення власної недосконалості

А. Маслоу запропонував ієрархічну модель мотивації, в якій фундаментальні потреби розміщуються на п'яти рівнях:
1. фізіологічні потреби (вода, їжа, сон тощо);
2. потреби у безпеці (стабільність, забезпеченість, порядок);
3. потреби любові й приналежності (сім'я, дружба);
4. потреба у повазі (самоповазі, визнанні);
5. потреба самоактуалізації (розвиток здібностей, духовний розвиток).

Дослідження самореалізації можна знайти в роботах таких вчених як Адлер, який пише про прагнення до влади, Карл Юнг — до індивідуації, Еріх Фромм — про продуктивний характер, Карл Роджерс — увага до клієнта.
Дослідження самореалізації часто проводяться в контексті питання про почуття власної гідності, сенсу життя, усвідомлення, розуміння цілей і цінностей в житті. Ці дослідження інтегрують в собі такі напрямки психології, як психологія особистості, психологія мотивації, соціальна психологія розвитку, андрагогіка.